# Jukove, Mejova
Jukove (în ucraineană Жукове) este un sat în așezarea urbană Mejova din raionul Mejova, regiunea Dnipropetrovsk, Ucraina.

## Demografie
Componența lingvistică a localității Jukove
     Ucraineană (50%)
     Rusă (50%)
Conform recensământului din 2001, majoritatea populației localității Jukove era vorbitoare de ucraineană (50%), existând în minoritate și vorbitori de rusă (50%).